# Pterygoplichthys joselimaianus
Мраморный птеригоплихт, Птеригоплихт Хосе Лимаяна (лат. Pterygoplichthys joselimaianus) — вид пресноводных лучепёрых рыб из семейства кольчужных сомов. Эндемик бразильской реки Токантинс. Может вырастать в длину до 30,5 сантиметров.

## Описание
Характерными особенностями являются выступающие ноздри, гребень перед спинным плавником, крупный спинной плавник с 12—13 лучами. Длина первого луча равна длине головы. Взрослые особи вырастают до 30,5 см в длину. Окрас: желтоватые пятна, на коричневом фоне.
В дикой природе обитают в Бразилии в бассейне реки Токантинс.

## В аквариуме
Мраморный птеригоплихт, как и парчовый, пользуется популярностью среди аквариумистов из-за необычного внешнего вида и потому, что он поедает водоросли. Мраморного птеригоплихта часто путают с парчовым, и зачастую оба вида продаются в зоомагазинах, как парчовый птеригоплихт. Мирная рыба. Содержание не отличается от парчового птеригоплихта, но благодаря меньшим размерам, мраморному сомику подойдёт меньший по размеру аквариум.